# Gert Wilden
Pour les articles homonymes, voir Wilden.
Gert Wilden, né le 15 avril 1917 à Mährisch Trübau et mort le 10 septembre 2015 à Tutzing, est un compositeur de musique de film allemand.

## Filmographie partielle
- 1961 : Adieu, Lebewohl, Goodbye
- 1964 : Le Mystère de la jonque rouge
- 1965 : Les Aigles noirs de Santa Fé
- 1966 : Les Treize Fiancées de Fu Manchu
- 1970 : Rapports intimes au collège de jeunes filles